# Kałkowskie
Kałkowskie – wieś w Polsce położona w województwie wielkopolskim, w powiecie ostrowskim, w gminie Sośnie. Leżą ok. 23 km na południe od Ostrowa Wielkopolskiego, przy drodze Sośnie-Chojnik.
Przed 1932 rokiem miejscowość położona była w powiecie odolanowskim, w latach 1975-1998 w województwie kaliskim, w latach 1932–1975 i od 1999 w powiecie ostrowskim.